# When Harry Met Sally...
When Harry Met Sally..., titulada Cuando Harry encontró a Sally... en España y Cuando Harry conoció a Sally... en Hispanoamérica, es una película estadounidense de 1989, del género de comedia romántica. La película, escrita por Nora Ephron y dirigida por Rob Reiner, está protagonizada por Billy Crystal y Meg Ryan en los papeles principales, Harry y Sally. La historia sigue a ambos personajes desde que realizan juntos un viaje en coche desde Chicago a Nueva York, y durante una serie de encuentros casuales entre ambos a lo largo de doce años. La película plantea la cuestión de si un hombre y una mujer pueden ser simplemente solo amigos.
La idea para la película surgió cuando Rob Reiner se divorció de su esposa, Penny Marshall. Reiner proporcionó a Ephron la base para el personaje de Harry, mientras que el personaje de Sally se basó en la propia Ephron y en algunas de sus amigas. Más tarde, Crystal se unió al proyecto e hizo sus propias aportaciones al guion. Ephron armó la estructura de la película y sus diálogos basándose en la amistad entre Reiner y Crystal. La banda sonora consiste en estándares de jazz interpretados por Harry Connick, Jr. y en arreglos orquestales realizados por Marc Shaiman. Por su trabajo en la banda sonora, Connick ganó su primer Grammy en la categoría de mejor interpretación vocal jazz masculina.
Columbia Pictures estrenó la película en unas pocas ciudades elegidas, dejando que la publicidad de boca a boca generara interés antes de ampliar la distribución a lo largo de las semanas siguientes. When Harry Met Sally... obtuvo una recaudación de 92,8 millones de dólares en Norteamérica y obtuvo un gran éxito de crítica. Ephron ganó un BAFTA por su guion y también fue nominada al Óscar. La película fue clasificada en el puesto 23 de la lista de las 100 mejores comedias del cine realizada por el American Film Institute, y en el puesto 60 de la lista de las 100 películas más divertidas realizada por el canal estadounidense Bravo. En 2004 fue adaptada al teatro, protagonizada por Luke Perry y Alyson Hannigan.
En 2022, la película fue seleccionada para su preservación en el National Film Registry por la Biblioteca del Congreso de Estados Unidos, al ser considerada «cultural, histórica o estéticamente significativa».

## Argumento
En 1977, Harry Burns y Sally Albright, recién graduados en la Universidad de Chicago, deben viajar a Nueva York para continuar sus carreras: Sally para asistir a la escuela de periodismo y Harry para aceptar una oferta de trabajo. Amanda Reese, novia de Harry y amiga de Sally, los pone en contacto, y ambos deciden hacer el viaje juntos, compartiendo gastos y turnos al volante.
Durante el viaje, Harry y Sally discuten sus diferentes opiniones sobre las relaciones de pareja. Cuando se detienen en un restaurante, Harry admite que la encuentra atractiva, lo que hace que Sally se ofenda y le acuse de querer ligar con ella mientras sale con Amanda, y le deja claro que sólo serán amigos. Harry afirma que eso es imposible, ya que los hombres y las mujeres no pueden ser sólo amigos porque el sexo siempre se acaba interponiendo en la amistad. Finalmente, Harry y Sally llegan a Nueva York, donde se despiden y continúan sus vidas por separado, sin intención de volver a verse.
Cinco años después, Harry se encuentra en el aeropuerto con un conocido suyo llamado Joe, que está besando a Sally. Aunque al principio Harry no la reconoce, los dos deben tomar el mismo avión. Durante el vuelo vuelven a entablar conversación e intercambian información sobre sus vidas: Sally es periodista y mantiene una relación con Joe, mientras que Harry trabaja como consultor político y va a casarse con Helen Hillson, una abogada. Harry propone que vayan a cenar juntos como amigos, pero Sally le recuerda su opinión sobre la imposibilidad de la amistad entre hombres y mujeres. Ambos se despiden de nuevo, concluyendo que no pueden ser amigos.
Otros cinco años más tarde, Harry y Sally vuelven a encontrarse por casualidad en una librería de Manhattan. Sally ha roto su relación con Joe, mientras que la esposa de Harry le ha pedido el divorcio y le ha abandonado por otro hombre. Harry se siente profundamente deprimido y sufre por su situación, mientras que Sally mantiene una actitud relajada. Tras descubrir que ambos han fracasado en el amor, deciden mantenerse en contacto y acaban desarrollando un fuerte vínculo de amistad lleno de complicidad, llegando a pasar mucho tiempo juntos hablando sobre sus respectivas vidas amorosas.
Harry y Sally asisten juntos a una fiesta de Nochevieja y acuerdan hacer lo mismo al año siguiente si ambos siguen solteros. En la fiesta, bailan juntos y empiezan a sentirse atraídos el uno hacia el otro, e incluso comparten un tímido beso a medianoche. Sin embargo, deciden seguir siendo sólo amigos. Posteriormente tratan de emparejarse mutuamente con sus respectivos mejores amigos, Jess y Marie. Sin embargo, cuando los cuatro salen a cenar juntos, entre Jess y Marie surge una inesperada atracción. Se marchan juntos en un taxi y poco tiempo después se comprometen.
Mientras están en una tienda buscando un regalo de boda para sus amigos, Harry y Sally se encuentran con Helen, la exmujer de Harry, que les presenta a su nuevo novio. Más tarde visitan a Jess y Marie, que mantienen una discusión sobre la decoración de su casa. Influenciado por su encuentro con Helen, Harry se enfurece y asegura que todas las relaciones están condenadas a fracasar. Sally trata de calmarle y le hace ver que las cosas no siempre tienen por qué salir mal.
Una noche, Sally llama a Harry llorando tras descubrir que su exnovio Joe va a casarse, a pesar de que cuando estaba con ella siempre se mostró en contra de formar una familia. Harry va a su casa para consolarla y acaban acostándose. A la mañana siguiente, avergonzado, Harry se marcha apresuradamente de la casa de Sally. Esa noche cenan juntos y coinciden en que han cometido un error. Su amistad empieza a resentirse y a lo largo de las semanas siguientes se van distanciando. Ambos se reencuentran en la boda de Jess y Marie, donde asisten como testigos. Harry intenta reparar su amistad con Sally y hacer como si nada hubiera ocurrido, pero ella, enfurecida por su actitud, le propina una bofetada y le dice que no volverán a ser amigos.
Harry llama repetidas veces a Sally para tratar de solucionar las cosas, e incluso le propone que vayan juntos a una fiesta de Nochevieja como acordaron el año anterior, pero ella se niega a hablar con él. Cuando finalmente decide responder a una de sus llamadas, Sally le dice que no está dispuesta a ser su salvavidas y que las cosas entre ellos no podrán volver a ser como antes. En Nochevieja, Jess y Marie convencen a Sally para que vaya con ellos a una fiesta, mientras Harry pasa la noche solo, viendo la televisión en su casa. En la fiesta, Sally se siente fuera de lugar y echa de menos a Harry. Poco antes de medianoche, Harry sale a caminar por la calle, tratando de convencerse a sí mismo de que es feliz solo. Al pasar junto al Arco de Washington Square, donde él y Sally se despidieron cuando llegaron juntos a Nueva York más de diez años antes, Harry rememora sus vivencias junto a ella a lo largo de todo ese tiempo y decide ir a buscarla. Justo cuando Sally se dispone a marcharse, Harry llega a la fiesta y le declara su amor. Ella se muestra escéptica y cree que en realidad ha ido allí porque se siente solo en Nochevieja, pero él responde enumerando las muchas razones por las que la ama. Sally se da cuenta de que ella también ama a Harry, y ambos se funden en un apasionado beso.
A lo largo de la película se insertan varias entrevistas a diferentes parejas, que cuentan la historia de cómo se conocieron y se enamoraron. La última pareja entrevistada, antes de los créditos finales, son Harry y Sally, que cuentan cómo se conocieron, se hicieron amigos, se enamoraron y finalmente se casaron, doce años y tres meses después de su primer encuentro.

## Reparto
- Billy Crystal – Harry Burns
- Meg Ryan – Sally Albright
- Carrie Fisher – Marie
- Bruno Kirby – Jess
- Steven Ford – Joe
- Lisa Jane Persky – Alice
- Michelle Nicastro – Amanda Reese
- Harley Jane Kozak – Helen Hillson
- Kevin Rooney – Ira Stone
- Franc Luz – Julian
- Tracy Reiner – Emily
- Kyle Heffner – Gary
- Gretchen Palmer – Azafata
- Estelle Reiner – Clienta del restaurante

## Producción

### Preproducción

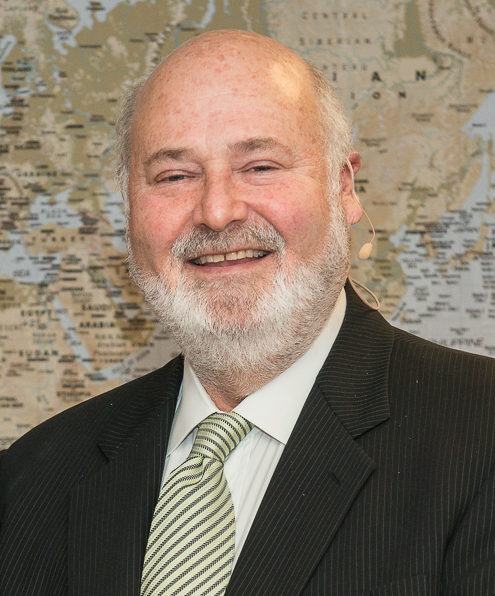
Rob Reiner, director de la película.

En 1984, el director Rob Reiner, el productor Andy Scheinman y la guionista Nora Ephron se reunieron en un restaurante de Nueva York para desarrollar un proyecto juntos. Reiner propuso una idea para una película pero Ephron la rechazó. Su segunda reunión desembocó en una discusión sobre las vidas de Reiner y Scheinman como solteros. Reiner recuerda: «Estaba en medio de la etapa de mi vida como soltero. Llevaba divorciado un tiempo. Había tenido varias citas, y todas fueron relaciones desastrosas y confusas, una tras otra». La siguiente vez que se reunieron, Reiner dijo que siempre había querido hacer una película sobre dos personas que se hacen amigas pero deciden no tener una relación sexual porque piensan que eso arruinaría su amistad, aunque acaban teniéndola de todas formas. A Ephron le gustó la idea, ya que pensó que podría permitirle escribir un guion sobre las diferencias de comportamiento y razonamiento entre hombres y mujeres, y Reiner se encargó de buscar financiación para poner en marcha el proyecto.

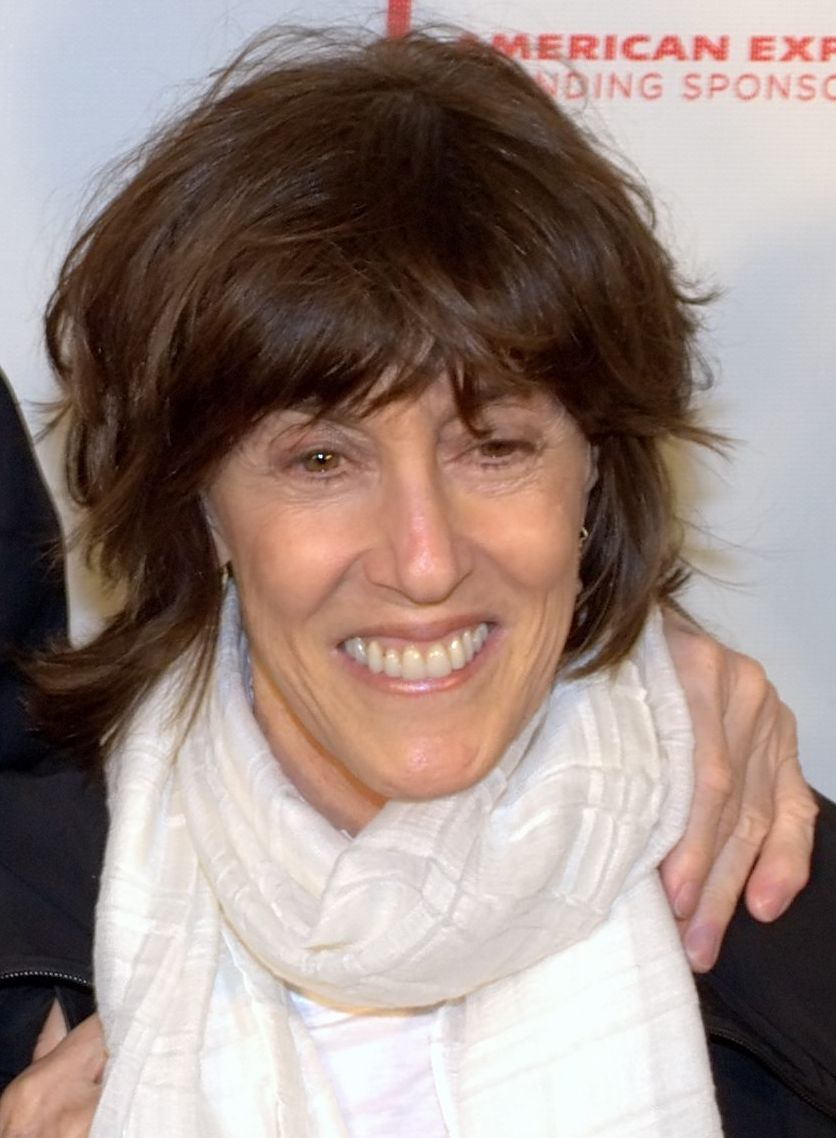
Nora Ephron, guionista de la película.

Para obtener material, Ephron preguntó a Reiner y Scheinman sobre sus vidas, lo cual fue la base para el personaje de Harry. Reiner tenía constantemente una actitud pesimista y deprimida, pero con buen humor. Ephron también obtuvo material para los diálogos a partir de estas entrevistas. El personaje de Sally fue basado en la propia Ephron y en varias de sus amigas. Ephron trabajó en distintos borradores del guion a lo largo de varios años, mientras Reiner dirigió Stand by Me (1986) y The Princess Bride (1987). Más adelante, Billy Crystal se unió al proyecto, que por entonces iba a titularse Boy Meets Girl, y aportó sus propias contribuciones al guion, haciendo que el personaje de Harry fuera más divertido. Crystal experimentó indirectamente el regreso de Reiner (su mejor amigo en aquel momento) a la vida de soltero después de divorciarse de Penny Marshall, y al mismo tiempo estuvo preparándose inconscientemente para interpretar a Harry. El papel fue ofrecido a actores como Tom Hanks, Richard Dreyfuss, Michael Keaton y Albert Brooks, pero todos lo rechazaron. Brooks pensaba que la película era demasiado similar a las de Woody Allen.
Cuando durante el proceso de elaboración del guion Ephron no se sentía con ánimo de escribir, se dedicaba a entrevistar a personas que trabajaban para la productora. Algunas de esas entrevistas son las que aparecen en la película y presentan a diferentes parejas hablando de cómo se conocieron, aunque el contenido fue reescrito y filmado con actores. Ephron creó la estructura de la película y los diálogos basándose en la amistad que mantenían Reiner y Crystal en la vida real. Por ejemplo, la escena en la que Harry y Sally aparecen en una pantalla dividida hablando por teléfono mientras ven la televisión en sus respectivas casas y comentan la programación, era algo que Crystal y Reiner hacían todas las noches. Para el papel de Sally, Reiner consideró a diferentes actrices, como Susan Dey, Elizabeth Perkins y Elizabeth McGovern. Molly Ringwald estuvo a punto de conseguir el papel, pero tuvo que renunciar a él por problemas de agenda y fue finalmente Meg Ryan quien lo consiguió, lo que la catapultó a la fama.
Originalmente, Ephron quería titular la película How They Met, y fue pensando diferentes títulos. Reiner organizó un concurso con el equipo de la película durante el rodaje: quien propusiera el mejor título recibiría una caja de champán. Para introducirse en la mentalidad solitaria de Harry tras su divorcio, Crystal se aisló voluntariamente del resto del reparto y del equipo en una habitación separada durante el rodaje en Manhattan. En un principio, el guion terminaba con Harry y Sally manteniendo su amistad pero sin iniciar una relación romántica, ya que tanto Ephron como Reiner pensaban que ese era el final más auténtico. Más tarde, ambos se dieron cuenta de que sería un final más apropiado si se casaran, aunque al mismo tiempo admitieron que no era demasiado realista. Reiner reveló que la película iba a tener una final más triste antes de que él conociera a su segunda esposa, Michelle.
Cuando se le planteó la pregunta central de la película, si los hombres y las mujeres pueden ser simplemente amigos, Ryan respondió: «Sí, los hombres y las mujeres pueden ser sólo amigos. Yo tengo muchos amigos platónicos, y el sexo no interfiere». Por su parte, Crystal dijo: «Yo soy algo más optimista que Harry, pero creo que es complicado. Los hombres se comportan básicamente como perros callejeros frente a un supermercado. Yo tengo amigas platónicas, pero no son mis mejores, mejores, mejores amigas».

### Rodaje y localizaciones
El rodaje de la película tuvo lugar del 29 de agosto al 15 de noviembre de 1988, y se desarrolló casi íntegramente en Nueva York. Los primeros días del rodaje transcurrieron en Los Ángeles y Chicago, donde se filmaron algunas escenas. En Los Ángeles -en el Hotel Park Plaza, ubicado en el número 607 de South Park View Street- se encuentra la entrada del edificio donde Sally asiste a la fiesta de Nochevieja después de haber discutido con Harry. La escena inicial se filmó en el campus de la Universidad de Chicago, situada en el 5801 de Ellis Avenue. El equipo se trasladó después a Nueva York, donde se llevó a cabo el resto del rodaje.

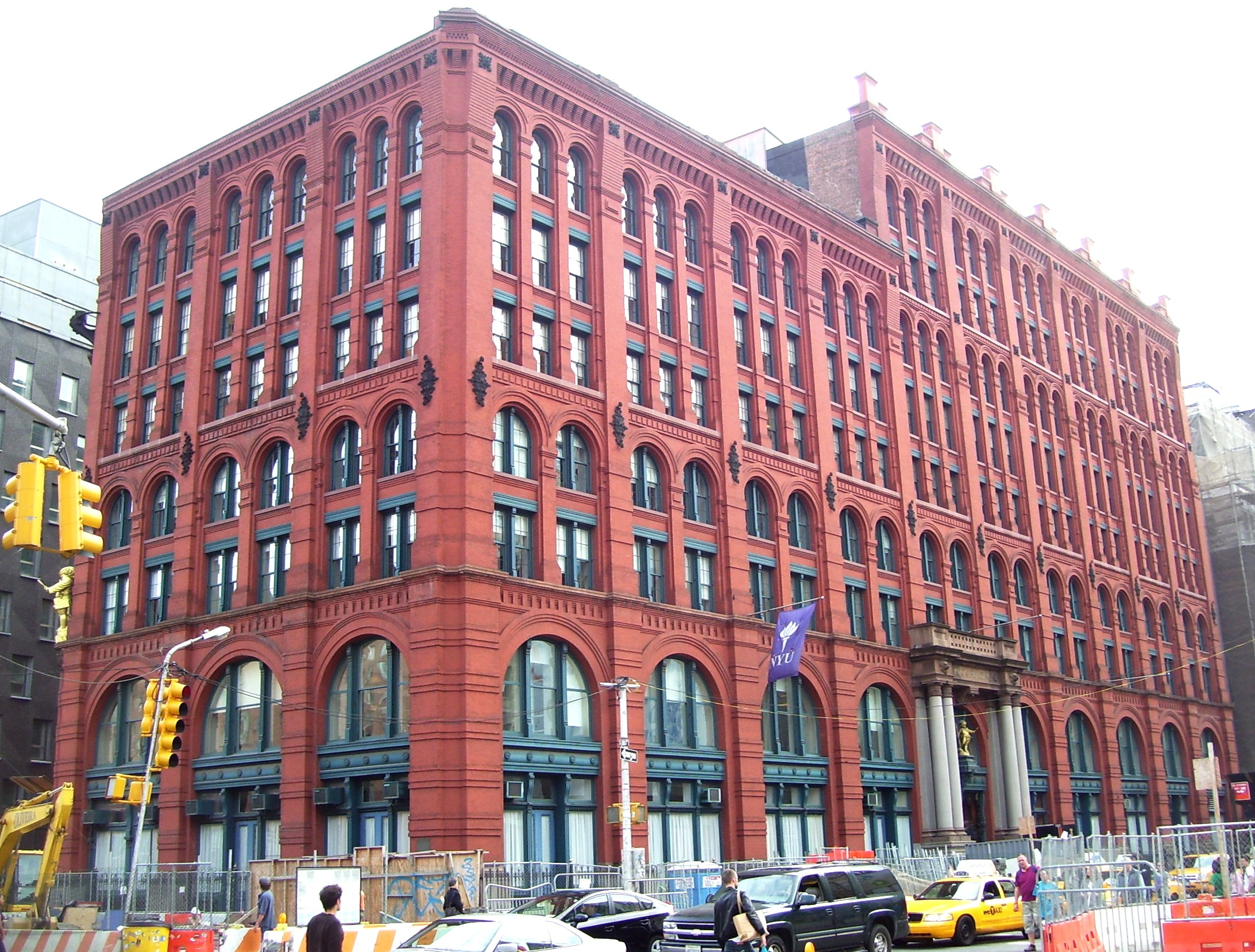
El Puck Building, en cuyo interior Harry le declara su amor a Sally.

El lugar donde Harry y Sally se separan cuando llegan a Nueva York es el Arco de Washington Square, que se encuentra en Washington Square Park y es el extremo sur de la Quinta Avenida; años después se reencuentran en el Aeropuerto Internacional John F. Kennedy, y después en la librería Shakespeare & Co., situada en el número 2259 de Broadway y que ya no existe. Harry habla sobre su divorcio con su amigo Jess durante un partido en el Giants Stadium, que se encuentra en East Rutherford (Nueva Jersey); Sally habla con sus amigas sobre la ruptura con su novio en Loeb Boathouse, un restaurante ubicado dentro de Central Park, entre las calles 74 y 75. Central Park también es el lugar donde Harry y Jess hacen jogging y por donde Harry y Sally pasean mientras hablan sobre sus fantasías recurrentes. La escena en la que Harry y Sally bromean entre ellos haciendo juegos de palabras fue filmada en el Museo Metropolitano de Arte, concretamente en la sala del Templo de Dendur.
El apartamento de Harry está ubicado en el número 57 de la calle 11 Este, mientras que el edificio donde Jess y Marie se mudan juntos se encuentra en la zona residencial del Upper West Side, en el número 32 de la calle 89 Oeste. El restaurante donde Harry y Sally cenan con Jess y Marie es el Café Luxembourg, ubicado en el número 200 de la calle 70 Oeste, mientras que la recepción de la boda de estos últimos se realiza en el séptimo piso del Puck Building, ubicado en el 295 de Lafayette Street. En el primer piso del mismo edificio se filmó la escena final de la película, en la que los protagonistas se declaran su amor. Cuando van a buscar un regalo de boda para sus amigos, Harry y Sally van a una tienda Sharper Image, ubicada en el número 4 de la calle 57 y que tampoco existe en la actualidad.

#### Escena del restaurante
En la escena más conocida de la película, los dos protagonistas almuerzan en el restaurante Katz's Delicatessen de Manhattan, mientras discuten sobre la capacidad de un hombre para reconocer si una mujer está fingiendo un orgasmo. Sally piensa que los hombres no son capaces de reconocerlo, y para demostrarlo finge un largo y ruidoso orgasmo en medio del restaurante, mientras los demás clientes observan. La escena finaliza cuando Sally regresa tranquilamente a su almuerzo y una mujer sentada en otra mesa (interpretada por la madre de Reiner, Estelle), hace su pedido, diciendo impasiblemente: «Tomaré lo mismo que ella». Cuando Estelle Reiner falleció en 2008 a los 94 años, el periódico The New York Times se refirió a ella como la mujer «que pronunció una de las frases más graciosas y memorables en la historia del cine». La escena fue rodada «una y otra vez», y Ryan demostró durante horas su capacidad para fingir orgasmos. El restaurante tiene colgado un letrero sobre la mesa donde se rodó la escena en el que se lee: Where Harry met Sally... hope you have what she had! (Donde Harry conoció a Sally... ¡esperamos que tomaras lo que ella tomó!)

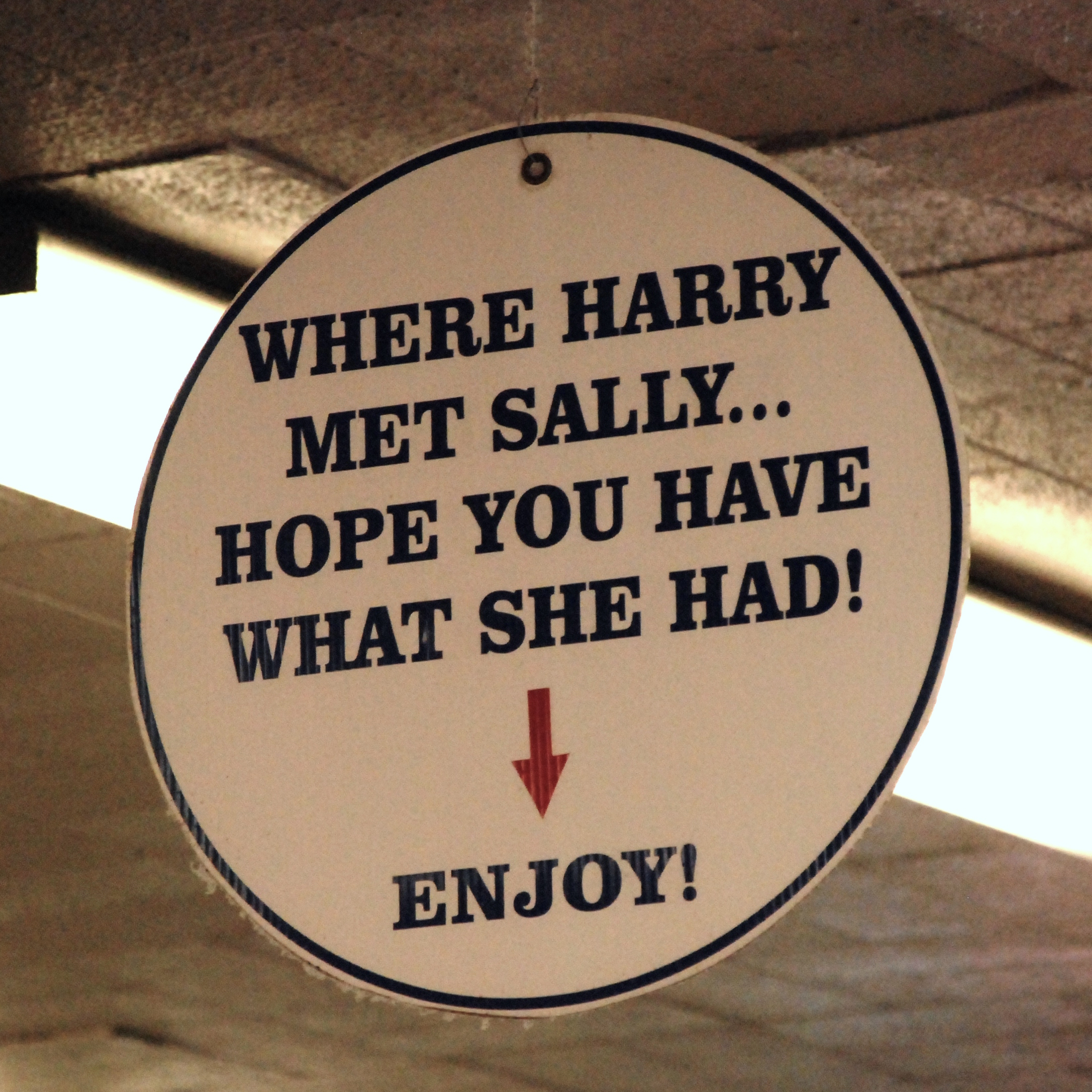
Letrero colgado sobre la mesa del restaurante.

La famosa escena surgió cuando la película empezó a centrarse demasiado en Harry. Crystal recuerda haber dicho: «"Necesitamos darle a Sally algo de lo que hablar", y Nora dijo: "Bien, lo de fingir un orgasmo es bueno"; luego se unió Meg y hablamos con ella sobre la idea, y ella dijo: "Vale, ¿y por qué no finjo uno? ¿Por qué no hago uno?"» Fue la propia Ryan quien sugirió que la escena transcurriera en un restaurante, y a Crystal se le ocurrió la frase final: «Tomaré lo mismo que ella». En 2005, la frase fue clasificada en el puesto 33 de la lista AFI's 100 años... 100 frases, que reúne 100 frases memorables de la historia del cine. Reiner recuerda que, en una proyección de prueba, las mujeres del público se rieron con la escena, mientras que los hombres permanecieron en silencio, como aturdidos por una revelación que les costaba aceptar.
En 2013, la escena fue recreada en el mismo lugar por veinte miembros del grupo Improv Everywhere, liderados por Zach Linder y Ashley Ward en los papeles de Harry y Sally; y en 2019, con motivo de los 30 años del estreno de la película, el propio restaurante organizó un concurso para recrear la escena en su interior y en la misma mesa.

## Banda sonora
Rob Reiner quería una banda sonora formada por estándares de jazz, y Bobby Colomby, baterista del grupo Blood, Sweat & Tears y amigo de Reiner, le recomendó al joven Harry Connick, Jr. para realizar la música de la película. Cuando Reiner escuchó una cinta con música de Connick que le envió Colomby, quedó sorprendido con «un tipo que cantaba como Sinatra y tocaba el piano como Thelonious Monk» y decidió contratarlo de inmediato. El álbum fue grabado en junio de 1989 y lanzado al mes siguiente bajo el sello Columbia Records. Todas las canciones fueron interpretadas por Connick, acompañado de una big band y una orquesta. Por su interpretación, Connick ganó el Grammy a la mejor interpretación vocal de jazz masculina en la 32ª edición de los premios.
Los arreglos y orquestaciones de It Had to Be You, Where or When, I Could Write a Book y But Not For Me son de Marc Shaiman, quien fue recomendado por Billy Crystal, ya que le conocía de trabajar juntos en Saturday Night Live, mientras que el resto de canciones fueron interpretadas por Connick, acompañado por Benjamin Jonah Wolfe al bajo y Jeff “Tain” Watts a la batería, o por el propio Shaiman al piano. En la grabación del álbum también participaron el saxofonista tenor Frank Wess y el guitarrista Joe Berliner. Alcanzó el primer puesto en las listas de ventas de álbumes de jazz de la revista Billboard y entró en el Top 50 de Billboard 200. El álbum logró también la certificación de doble disco de platino.
Aunque en el álbum todas las canciones son interpretadas por Connick, en la película también se escuchan interpretaciones de Frank Sinatra, Louis Armstrong, Ella Fitzgerald, Ray Charles y Bing Crosby, entre otros. En 2004, la canción It Had to Be You fue clasificada el puesto 60 de la lista 100 años... 100 canciones elaborada por el American Film Institute (AFI), que reúne las mejores canciones del cine estadounidense.
| N.º   | Título                           | Escritor(es)                     | Interpretada por   | Duración |  |
| 1.    | «It Had to Be You»               | Isham Jones y Gus Kahn           | Harry Connick, Jr. | 2:41     |  |
| 2.    | «Love Is Here to Stay»           | George e Ira Gershwin            | Harry Connick, Jr. | 4:13     |  |
| 3.    | «Stompin' at the Savoy»          | Edgar Sampson y Andy Razaf       | Harry Connick, Jr. | 4:17     |  |
| 4.    | «But Not for Me»                 | George e Ira Gershwin            | Harry Connick, Jr. | 4:34     |  |
| 5.    | «Winter Wonderland»              | Felix Bernard y Richard B. Smith | Harry Connick, Jr. | 3:04     |  |
| 6.    | «Don't Get Around Much Anymore»  | Duke Ellington y Bob Russell     | Harry Connick, Jr. | 4:24     |  |
| 7.    | «Autumn in New York»             | Vernon Duke                      | Harry Connick, Jr. | 2:50     |  |
| 8.    | «I Could Write a Book»           | Lorenz Hart y Richard Rodgers    | Harry Connick, Jr. | 2:30     |  |
| 9.    | «Let's Call the Whole Thing Off» | George e Ira Gershwin            | Harry Connick, Jr. | 4:13     |  |
| 10.   | «It Had to Be You»               | Isham Jones y Gus Kahn           | Instrumental       | 1:44     |  |
| 11.   | «Where or When»                  | Lorenz Hart y Richard Rodgers    | Harry Connick, Jr. | 3:52     |  |
| 38:22 |                                  |                                  |                    |          |  |

### Lista de canciones
- «It Had to Be You» (Isham Jones, Gus Kahn) – Harry Connick Jr. (instrumental)
- «Our Love Is Here to Stay» (George Gershwin, Ira Gershwin) – Louis Armstrong y Ella Fitzgerald
- «Don't Pull Your Love» (Brian Potter, Dennis Lambert) – Hamilton, Joe Frank & Reynolds
- «Ramblin' Man» (Dickey Betts) – Allman Brothers Band
- «Right Time of the Night» (Peter McCann) – Jennifer Warnes
- «Let's Call the Whole Thing Off» (G. Gershwin, I. Gershwin) – Louis Armstrong y Ella Fitzgerald
- «Where or When» (Lorenz Hart, Richard Rodgers) – Ella Fitzgerald
- «Lady's Lunch» (Marc Shaiman)
- «The Tables Have Turned» (Laura Kenyon, Marc Shaiman, Scott Wittman)
- «But Not for Me" (George Gershwin, Ira Gershwin) – Harry Connick Jr.
- «Plane Cue y La marsellesa», de la banda sonora de Casablanca (Max Steiner)
- «La marsellesa» (Claude Joseph Rouget de Lisle)
- «Autumn in New York» (Vernon Duke) – Harry Connick Jr.  (instrumental)
- «Winter Wonderland» (Felix Bernard, Richard B. Smith) – Ray Charles
- «I Could Write a Book» (L. Hart, R. Rodgers) – Harry Connick Jr.
- «The Surrey with the Fringe on Top» (R. Rodgers, Oscar Hammerstein II) – Billy Crystal y Meg Ryan
- «Say It Isn't So» (Irving Berlin)
- «Cuarteto de cuerda n.º 7» (Wolfgang Amadeus Mozart)
- «Stompin' at the Savoy» (Benny Goodman, Chick Webb, Edgar Sampson, Andy Razaf) – Harry Connick Jr. (instrumental)
- «Don't Be That Way» (E. Sampson, B. Goodman, Mitchell Parish)
- «Have Yourself a Merry Little Christmas» (Ralph Blane, Hugh Martin) – Bing Crosby
- «Call Me» (Tony Hatch) – Billy Crystal
- «Don't Get Around Much Anymore» (Duke Ellington, Bob Russell) – Harry Connick Jr.
- «Isn't It Romantic?» (L. Hart, R. Rodgers)
- «Auld Lang Syne» (Robert Burns) – Louis Armstrong
- «It Had to Be You» (Isham Jones, Gus Kahn) – Frank Sinatra

## Estreno

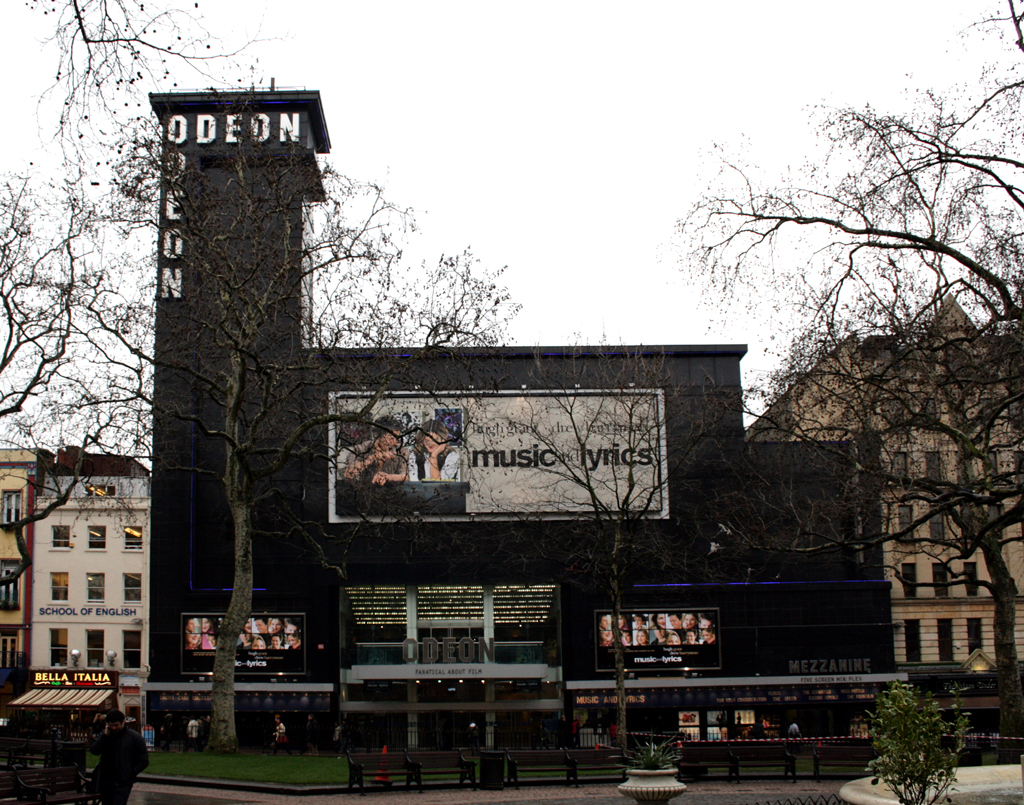
El Odeon Leicester Square de Londres, donde se celebró el estreno de la película.

El estreno de When Harry Met Sally... tuvo lugar en el Academy Theatre de Los Ángeles el 13 de julio de 1989. Al evento asistieron numerosas celebridades del mundo del espectáculo: Bruce Willis y O. J. Simpson, junto a sus respectivas esposas, Demi Moore y Nicole Brown, Dennis Quaid, Shelley Long, John Larroquette, Carol Channing, Robert Townsend, John Cusack, acompañado por la cantante Susannah Melvoin, Carol Kane, Bud Cort, Lesley Ann Warren, Scott Baio, Judd Nelson, Alan Rachins y su esposa Joanna Frank, Ron Perlman, los actores y hermanos Sean y Christian Conrad, Michelle Johnson, Christopher Barnes y la activista Eunice Shriver, acompañada de sus hijos Bobby y Maria.
El 30 de noviembre del mismo año se celebró un estreno en el Odeon Leicester Square de Londres, en presencia de la princesa Diana de Gales; Billy Crystal, Meg Ryan y Rob Reiner también estuvieron presentes, y este último estaba preocupado por la reacción que podría tener la princesa ante la secuencia del orgasmo simulado. Al ver la escena, la princesa sonrió, y le confió más tarde a Crystal que le hubiera gustado poder reírse mucho más, pero era consciente de que todos estarían observando su reacción. Diana pidió más tarde una copia de la película para proyectarla en el palacio de Buckingham y así poder mostrársela a sus amigos y verla con mayor tranquilidad. 

### Fechas de estreno
A continuación se enumeran, en orden cronológico, las fechas de estreno de la película en algunos de los países en los que se distribuyó:
| País                | Fecha de estreno | País            | Fecha de estreno                                             |
| ------------------- | --- | --------------- | ------------------------------------------------------------ |
| Canadá              | 12 de julio de 1989 | Japón           | 9 de diciembre de 1989                                       |
| Estados Unidos      | 12 de julio de 1989 (Nueva York) 13 de julio de 1989 (estreno en Los Ángeles) 14 de julio de 1989 (Los Ángeles) 21 de julio de 1989 | Dinamarca       | 26 de diciembre de 1989                                      |
| Alemania Occidental | 14 de septiembre de 1989 | Hong Kong       | 4 de enero de 1990                                           |
| Suecia              | 13 de octubre de 1989 | Irlanda         | 12 de enero de 1990                                          |
| Australia           | 19 de octubre de 1989 | Taiwán          | 17 de febrero de 1990                                        |
| Noruega             | 25 de octubre de 1989 | Finlandia       | 9 de marzo de 1990                                           |
| Francia             | 15 de noviembre de 1989 | Portugal        | 30 de marzo de 1990                                          |
| Corea del Sur       | 18 de noviembre de 1989 | España          | 23 de abril de 1990 (Barcelona) 27 de abril de 1990 (Madrid) |
| Argentina           | 30 de noviembre de 1989 | Turquía         | 1 de junio de 1990                                           |
| Reino Unido         | 30 de noviembre de 1989 (estreno en Londres) 1 de diciembre de 1989                                                                 | Filipinas       | 2 de octubre de 1990                                         |
| Países Bajos        | 1 de diciembre de 1989 | Hungría         | 3 de mayo de 1991                                            |
| Grecia              | 7 de diciembre de 1989 | México          | 1 de enero de 2000 (estreno en DVD)                          |
| Brasil              | 8 de diciembre de 1989 | República Checa | 1 de julio de 2001 (estreno en DVD)                          |

## Recepción

### Taquilla
Columbia Pictures estrenó la película usando la técnica de «plataforma», que consiste en un estreno limitado en unas pocas ciudades y dejar que el interés aumente a través del boca a boca antes de un estreno más amplio a lo largo de las siguientes semanas. En el fin de semana de su estreno recaudó un total de 1 094 453 dólares en 41 cines, la segunda mayor recaudación en el primer fin de semana de una película estrenada en menos de 50 cines, sólo superada por Star Wars: Episodio IV (1977). Billy Crystal estaba preocupado creyendo que la película resultaría un fracaso en taquilla, ya que debía competir con grandes superproducciones como Indiana Jones y la última cruzada y Batman. La película fue estrenada a principios de julio y se distribuyó en todo el país el 21 de julio de 1989, llegando a recaudar un total de 8 846 522 dólares en 775 cines durante su primer fin de semana de estreno a nivel nacional. El estreno se amplió más tarde a 1.174 cines, y finalmente la película recaudó 92 823 546 dólares en toda Norteamérica, superando ampliamente su presupuesto de 16 millones.

### Crítica
En la página web de reseñas Rotten Tomatoes, When Harry Met Sally... tiene un índice de aprobación del 91% basado en 79 reseñas, con una calificación promedio de 8/10. El consenso de los críticos del sitio web dice: «La conmovedora y divertida película de Rob Reiner estableció un nuevo estándar para las comedias románticas, y fue hábilmente logrado por la aguda interacción entre Billy Crystal y Meg Ryan». En Metacritic, la película tiene una puntuación media ponderada de 76 sobre 100, basada en 17 críticas, lo que indica «críticas generalmente favorables». El público encuestado por CinemaScore le dio a la película una inusual calificación de «A+».
La película llevó a Roger Ebert a considerar a Reiner como «uno de los mejores directores de comedia de Hollywood» y dijo que la película era «muy convencional, en términos de estructura y la forma en que cumple con nuestras expectativas. Pero lo que la hace especial, aparte del guion de Ephron, es la química entre Crystal y Ryan».
En una reseña para The New York Times, Caryn James consideró que When Harry Met Sally... es «una película a menudo divertida pero sorprendentemente vacía» que «romantizaba las vidas de neoyorquinos inteligentes, exitosos y neuróticos». James la calificó como «la versión sitcom de una película de Woody Allen, llena de frases y escenas divertidas, todas imbuidas de una incómoda sensación de déjà vu».
Rita Kempley, de The Washington Post, elogió a Meg Ryan como «la Melanie Griffith del verano: una rubia de cabello color miel que finalmente encuentra un escaparate para su pura exuberancia. No es ingenua ni una vampiresa, es una mujer surgida de la pluma de una mujer, no una Cenicienta del estilo de Working Girl». También aplaudió las interpretaciones de todo el reparto, no sólo de los protagonistas, sino también de Carrie Fisher y Bruno Kirby. Mike Clark, de USA Today, le dio a la película tres estrellas sobre cuatro y escribió: «Crystal es lo suficientemente divertido como para evitar que Ryan acapare la película. A pesar de ello, ella da una actuación espectacular, otro tributo al talento de Reiner con sus actores». David Ansen hizo una de las pocas críticas negativas de la película en Newsweek, criticando la elección de Crystal como protagonista: «Como era de esperar, maneja magníficamente el registro cómico, pero es demasiado frío y relajado para ser creíble en un papel romántico», y consideró que la película «tiene algunas escenas fantásticas pero, en conjunto, no funciona lo suficientemente bien».

## Premios y nominaciones
| Premios                                                 | Categoría                                            | Candidatos                         | Resultado |
| ------------------------------------------------------- | ---------------------------------------------------- | ---------------------------------- | --------- |
| Premios Óscar (62ª edición)                             | Mejor guion escrito directamente para la pantalla    | Nora Ephron                        | Nominada  |
| Premios American Comedy                                 | Actor principal más divertido en una película        | Billy Crystal                      | Ganador   |
| Premios American Comedy                                 | Actriz principal más divertida en una película       | Meg Ryan                           | Ganadora  |
| Premios American Comedy                                 | Actriz de reparto más divertida en una película      | Carrie Fisher                      | Nominada  |
| Premios Artios                                          | Logro destacado en casting de largometraje - Comedia | Jane Jenkins Janet Hirshenson      | Nominadas |
| Premios ASCAP                                           | Películas más taquilleras                            | Marc Shaiman                       | Ganador   |
| Premios BAFTA (43.ª edición)                            | Mejor película                                       | Rob Reiner                         | Nominado  |
| Premios BAFTA (43.ª edición)                            | Mejor guion original                                 | Nora Ephron                        | Ganadora  |
| Premios de la Asociación de Críticos de Cine de Chicago | Mejor actriz                                         | Meg Ryan                           | Nominada  |
| Premios David de Donatello                              | Mejor director extranjero                            | Rob Reiner                         | Nominado  |
| Premios David de Donatello                              | Mejor actriz extranjera                              | Meg Ryan                           | Nominada  |
| Premios del Sindicato de Directores                     | Mejor dirección                                      | Rob Reiner                         | Nominado  |
| Premios Globo de Oro (47.ª edición)                     | Mejor película - Comedia o musical                   | Mejor película - Comedia o musical | Nominada  |
| Premios Globo de Oro (47.ª edición)                     | Mejor actor - Comedia o musical                      | Billy Crystal                      | Nominado  |
| Premios Globo de Oro (47.ª edición)                     | Mejor actriz - Comedia o musical                     | Meg Ryan                           | Nominada  |
| Premios Globo de Oro (47.ª edición)                     | Mejor director                                       | Rob Reiner                         | Nominado  |
| Premios Globo de Oro (47.ª edición)                     | Mejor guion                                          | Nora Ephron                        | Nominada  |
| Premios WGA                                             | Mejor guion original                                 | Nora Ephron                        | Nominada  |

La película también fue reconocida por el American Film Institute en varias de sus listas AFI 100 años...:
- 2000: AFI's 100 años... 100 sonrisas – Nº. 23[58]
- 2002: AFI's 100 años... 100 pasiones – Nº. 25[59]
- 2004: AFI's 100 años... 100 canciones:
  - «It Had to Be You» – Nº. 60[60]
- 2005: AFI's 100 años... 100 frases:
  - Tomaré lo mismo que ella. – Nº. 33[61]
- 2008: AFI's 10 Top 10:
  - Comedia romántica – Nº. 6[62]

### Influencia cultural
Con el paso de los años, la película ha adquirido una gran reputación en todo el mundo.  Poco antes de fallecer, Ephron seguía recibiendo cartas de admiradores de la película y contaba cómo había personas que le reconocían que tenían una relación romántica similar a la de Harry y Sally. En 2000, el American Film Institute (AFI) la colocó en el puesto 23 en su lista 100 años... 100 sonrisas, que reúne las 100 mejores comedias del cine estadounidense, y en 2002 la clasificó en el puesto 25 en su lista de 100 años... 100 pasiones, que recoge las 100 mejores películas románticas del cine estadounidense. En 2008 ocupó el sexto puesto de la lista de las mejores comedias románticas, como parte de AFI's 10 Top 10, una serie de listas que recogen las diez mejores películas estadounidenses de diferentes géneros.
En 2008, la revista Empire la situó en el puesto 90 de su lista de las 500 mejores películas de todos los tiempos. En 2009, la revista Entertainment Weekly la ubicó en el séptimo puesto en una lista de las mejores películas románticas de los últimos 25 años, y en el puesto 12 de las películas más divertidas de los últimos 25 años. En 2002, la revista también la había situado en el tercer lugar de su lista de las mejores películas románticas modernas. En 2010, el sitio web de reseñas Rotten Tomatoes la situó en el puesto 15 de su lista de las 25 mejores comedias románticas.
When Harry Met Sally... renovó el género de la comedia romántica e inspiró numerosas películas de este género, entre ellas A Lot Like Love, No Strings Attached, Hum Tum y Definitely, Maybe. Además, la película ha ayudado a popularizar diferentes ideas y conceptos sobre el amor y las relaciones. The A.V. Club considera que «se puede encontrar rastros del ADN de When Harry Met Sally en prácticamente cada comedia romántica que se ha hecho desde entonces».
En 2004, la película fue adaptada al teatro, en una producción del Teatro Haymarket de Londres. Estuvo protagonizada por Luke Perry y Alyson Hannigan,reemplazados posteriormente por Michael Landes y Molly Ringwald.
En 2022 fue seleccionada para su preservación en el National Film Registry por la Biblioteca del Congreso de Estados Unidos, por ser «cultural, histórica o estéticamente significativa».